# Liste der Monuments historiques in La Chèze
Die Liste der Monuments historiques in La Chèze führt die Monuments historiques in der französischen Gemeinde La Chèze auf.

## Liste der Bauwerke
| Bezeichnung     | Beschreibung                  | Standort | Kennzeichnung | Schutzstatus | Datum | Bild           |
| --------------- | ----------------------------- | -------- | ------------- | ------------ | ----- | -------------- |
| Ruinen der Burg | Erbaut ab dem 12. Jahrhundert | (Lage)   | PA22000022    | Inscrit      | 2005  | weitere Bilder |

## Liste der Objekte

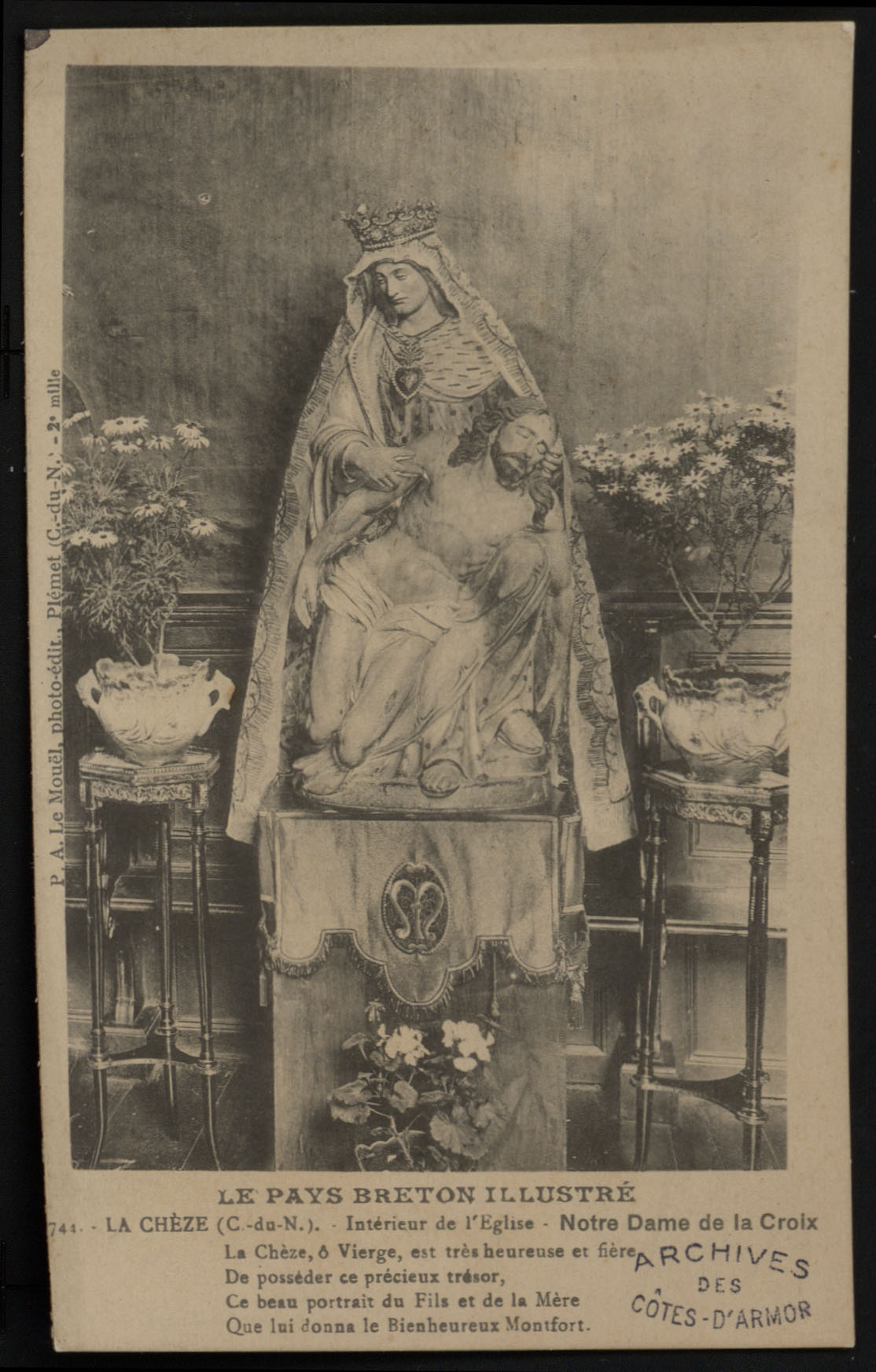
Pietà aus dem 17. Jahrhundert in der Kirche St-André

- Monuments historiques (Objekte) in La Chèze in der Base Palissy des französischen Kultusministeriums